# Pont du Gueuroz
Il Pont du Gueuroz è un ponte stradale, situato in Svizzera.
Si trova nel Canton Vallese, nei pressi di Vernayaz.
Attraversa la gola del Trient a un'altezza di 187-189 metri, sulla strada che va da Martigny a Salvan.

## Storia

### Ponte vecchio
Il ponte è stato costruito fra il 1931 e il 1934 e ha detenuto il record di ponte stradale più alto d'Europa per 29 anni, prima di essere superato dall'Europabrücke in Austria.
La struttura ha una lunghezza di 168,36 m.
Negli anni 2004-2005 il ponte vecchio è stato ristrutturato.

### Ponte nuovo
Nel 1994 è stato costruito un nuovo ponte accanto alla vecchia struttura. 
È stato progettato in modo da non oscurare l'architettura del vecchio ponte che rimane aperto a pedoni e ciclisti. 
Il traffico stradale è ora deviato sul nuovo ponte.